# Комсомольский (Александровский район)
Комсомольский — посёлок в Александровском районе Оренбургской области. Входит в Яфаровский сельсовет.

## История
В 1960 году указом Президиума Верховного Совета РСФСР поселок фермы № 1 совхоза им. Дзержинского переименован в Комсомольский.

## Население
| 2010 |
| ---- |
| 152  |